# Státní kapitalismus
Státní kapitalismus je pojem používaný zejména některými marxisty a heterodoxními ekonomy k popsání společnosti, kde produkční síly (výrobní prostředky a lidské schopnosti) jsou vlastněny a řízeny státem kapitalistickým způsobem, i když se takové státy samy nazývají socialistickými. V rámci marxistické literatury je státní kapitalismus definován jako společenský systém kombinující kapitalismus — námezdní práci a přivlastňování si nadhodnoty — s vlastnictvím a řízením státním aparátem. Podle této definice je státně kapitalistická země právě ta, kde vláda kontroluje ekonomiku a v podstatě jedná jako jedna obrovská korporace. Existuje několik teorií a kritik státního kapitalismu, které se poprvé objevují okolo Říjnové revoluce. Společným tématem mezi nimi je tvrzení, že dělníci samosprávně nekontrolují výrobní prostředky a že produkční vztahy a výroba pro zisk se stále objevují v rámci státního kapitalismu.
Pro sociální anarchisty je státní socialismus ekvivalentní státnímu kapitalismu, tudíž je represivní – jedná se de facto pouze o jakýsi posun od soukromého kapitalisty ke státu, který je jediným zaměstnavatelem a kapitalistou.
Pro anarchokapitalisty a libertariány není státní kapitalismus kapitalismem, neboť v něm neexistuje volný trh. Ti takový systém obvykle nazývají socialismem nebo korporativismem.